# Mistrzostwa Europy we Wspinaczce Sportowej 2017

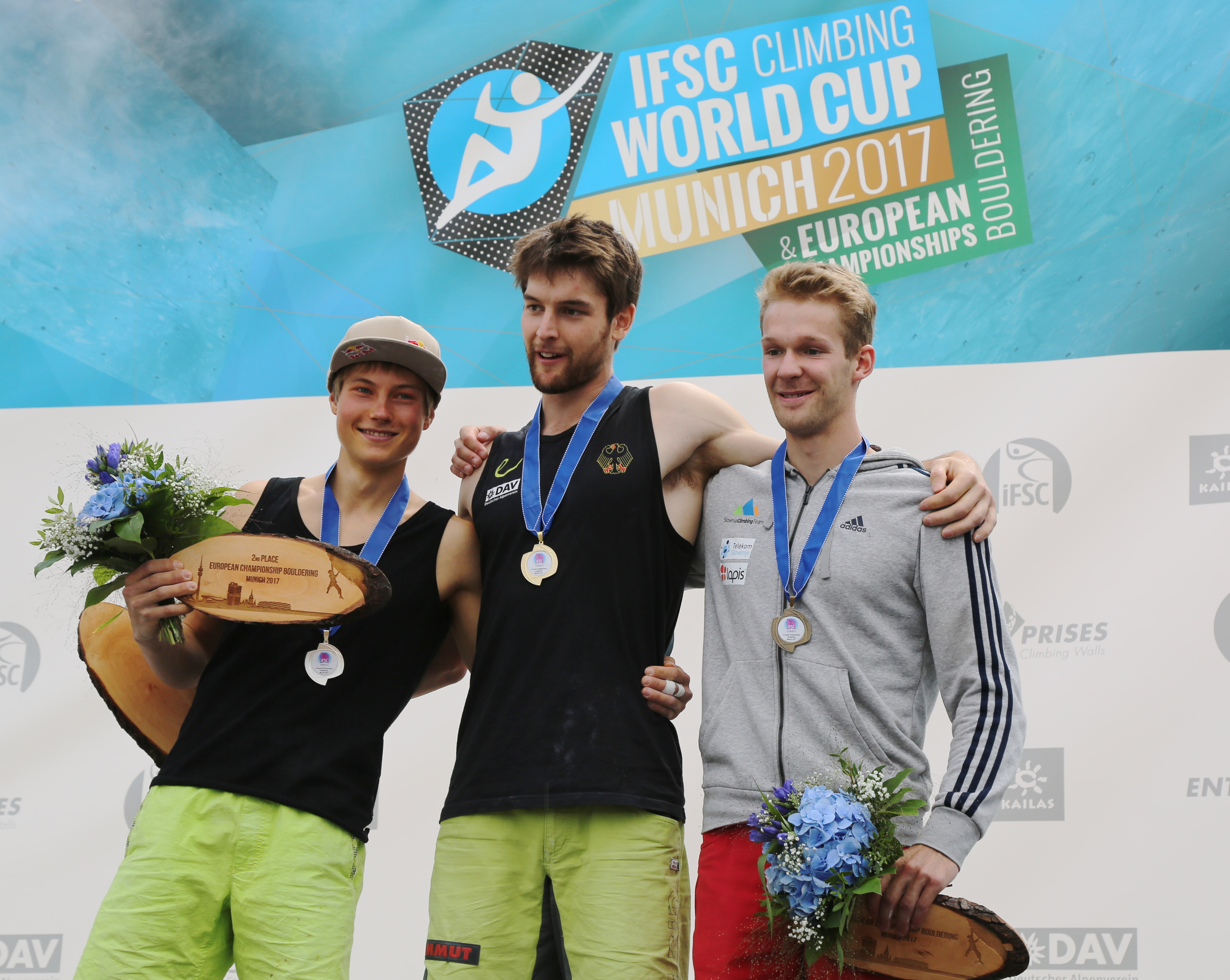
Monachium 2017. Podium w boulderingu. Od lewej stoją; Alexander Megos (2 m.), Jan Hojer (1 m.) oraz Anže Peharc (3 m.)

Mistrzostwa Europy we wspinaczce sportowej 2017 – 12. edycja mistrzostw Europy we wspinaczce sportowej, która odbyła się w 2017 roku. 
Zawody w prowadzeniu oraz we wspinaczce na czas  przeprowadzono we Włoszech w Campitello di Fassa (w terminie 30 czerwca – 1 lipca), a konkurencje: boulderingu i wspinaczki łącznej w dniach 18–19 sierpnia w Niemczech w Monachium. Polski zawodnik Marcin Dzieński zdobył złoty medal i został mistrzem Europy we wspinaczce sportowej (w konkurencji na czas).
Podczas zawodów wspinaczkowych zawodnicy i zawodniczki rywalizowali w 8 konkurencjach.

## Harmonogram
Legenda
| E | Eliminacje |  | Finał (ilość) |

| Wspinaczka sportowa |  | 2 | 2 |  |

| Wspinaczka sportowa |  | E | 4 |  |

## Konkurencje
Mężczyźni
- konkurencję męskie: prowadzenie i wspinaczkę na czas przeprowadzono w Campitello di Fassa, a konkurencje: bouldering oraz wspinaczkę łączną rozegrano w Monachium

Kobiety
- konkurencję kobiet: prowadzenie i na czas  –  w Campitello di Fassa, a bouldering oraz wspinaczkę łączną rozegrano w Monachium.

## Uczestnicy
Wspinacze rywalizowali podczas zawodów wspinaczkowych w 8 konkurencjach. Do zawodów zgłosiło się 226 zawodników i zawodniczek z 21 państw.

### Reprezentacja Polski
- Kobiety;  Polki startowały w Campitello di Fassao we wspinaczce na czas gdzie: Patrycja Chudziak zajęła 6 m., Edyta Ropek (7 m.), Aleksandra Mirosław (12 m.), Anna Brożek (15 m.) oraz Klaudia Buczek (22 m.) oraz w prowadzeniu, gdzie Karina Mirosław zajęła 50 miejsce.

- Mężczyźni; Polacy startowali w Campitello di Fassa tylko we wspinaczce na czas gdzie: Marcin Dzieński zwyciężył (zajął 1 m.),  Rafał Halasa (17 m.),  Tomasz Sordyl (22 m.).

## Medaliści
| Konkurencja                              | Złoto                       | Srebro                      | Brąz                        |
| ---------------------------------------- | --------------------------- | --------------------------- | --------------------------- |
| Mężczyźni                                |                             |                             |                             |
| bouldering (Monachium 19.08)             | Niemcy · Jan Hojer          | Niemcy · Alexander Megos    | Słowenia · Anže Peharc      |
| prowadzenie (Campitello di Fassa 1.07)   | Francja · Romain Desgranges | Czechy · Adam Ondra         | Austria · Jakob Schubert    |
| wsp. na czas (Campitello di Fassa 30.06) | Polska · Marcin Dzieński    | Ukraina · Danyjił Bołdyrew  | Rosja · Stanisław Kokorin   |
| wspinaczka łączna (Monachium 19.08)      | Niemcy · Jan Hojer          | Austria · Jakob Schubert    | Włochy · Michael Piccolruaz |
| Kobiety                                  |                             |                             |                             |
| bouldering (Monachium 19.08)             | Serbia · Staša Gejo         | Słowenia · Janja Garnbret   | Szwajcaria · Petra Klingler |
| prowadzenie (Campitello di Fassa 1.07)   | Belgia · Anak Verhoeven     | Słowenia · Mina Markovič    | Austria · Jessica Pilz      |
| wsp. na czas (Campitello di Fassa 30.06) | Rosja · Julija Kaplina      | Rosja · Anna Cyganowa       | Rosja · Elena Remizova      |
| wspinaczka łączna (Monachium 19.08)      | Słowenia · Janja Garnbret   | Szwajcaria · Petra Klingler | Serbia · Staša Gejo         |

## Klasyfikacja medalowa
* Organizator zawodów został zaznaczony tym kolorem,  Polskę  oznaczono tekstem pogrubionym.
|                    |                    |                    |                    |   |   |   |    |   |   |   |   |   |   |
| 1                  | Niemcy             | 2                  | 1                  | 0 | 3 | 2 | 1  | 0 | 0 | 0 | 0 |   |   |
| 2                  | Słowenia           | 1                  | 2                  | 1 | 4 | 0 | 0  | 1 | 1 | 2 | 0 |   |   |
| 3                  | Rosja              | 1                  | 1                  | 2 | 4 | 0 | 0  | 1 | 1 | 1 | 1 |   |   |
| 4                  | Serbia             | 1                  | 0                  | 1 | 2 | 0 | 0  | 0 | 1 | 0 | 1 |   |   |
| 5                  | Belgia             | 1                  | 0                  | 0 | 1 | 0 | 0  | 0 | 1 | 0 | 0 |   |   |
| 5                  | Francja            | 1                  | 0                  | 0 | 1 | 1 | 0  | 0 | 0 | 0 | 0 |   |   |
| 5                  | Polska             | 1                  | 0                  | 0 | 1 | 1 | 0  | 0 | 0 | 0 | 0 |   |   |
| 8                  | Austria            | 0                  | 1                  | 2 | 1 | 0 | 1  | 1 | 0 | 0 | 1 |   |   |
| 9                  | Szwajcaria         | 0                  | 1                  | 1 | 2 | 0 | 0  | 0 | 0 | 1 | 1 |   |   |
| 10                 | Czechy             | 0                  | 1                  | 0 | 1 | 0 | 1  | 0 | 0 | 0 | 0 |   |   |
| 10                 | Ukraina            | 0                  | 1                  | 0 | 1 | 0 | 1  | 0 | 0 | 0 | 0 |   |   |
| 12                 | Włochy             | 0                  | 0                  | 1 | 1 | 0 | 0  | 1 | 0 | 0 | 0 |   |   |
|                    |                    |                    |                    |   |   |   |    |   |   |   |   |   |   |
| Ogółem (12 państw) | Ogółem (12 państw) | Ogółem (12 państw) | Ogółem (12 państw) | 6 | 6 | 6 | 18 | 3 | 3 | 3 | 3 | 3 | 3 |

Źródło: 